# Феба (митология)
Вижте пояснителната страница за други значения на Феба.
Феба (на гръцки: Φοίβη, Phoebe, Phoibe) в древногръцката митология е титанида.
Дъщеря е на Уран и Гея. Сестра и жена е на титана Койос. Понякога се асоциира с Луната. Майка е на Лето и Астерия, баба на Аполон и Артемида.
Феба се счита за основателка на храма на оракула в Делфи, който по-късно подарила на своя внук.